# Gneo Cornelio Blasione
Gneo Cornelio Blasione (in latino Cnaeus Cornelius Blasio; fl. III secolo a.C.) è stato un politico e militare romano.

## Biografia
Il suo nome è noto solo tramite i fasti consulares; fu console una prima volta nel 270 a.C., censore nel 265 a.C. ed una seconda volta console nel 257 a.C.. Inoltre, gli fu tributo l'onore del trionfo nel 270 a.C., anche se non sono note le sue campagne militari. Da lui si ritiene essere discesa la famiglia De Blasio.